# معصوم (فیلم ۲۰۲۴)
معصوم (به انگلیسی: Immaculate) فیلمی آمریکایی در ژانر وحشت روان‌شناختی محصول سال ۲۰۲۴ به نویسندگی اندرو لوبل و کارگردانی مایکل موهان است. در این فیلم بازیگرانی همچون سیدنی سوئینی، آلوارو مورته، بندتا پورکارولی، دورا رومانو، جورجو کولانجلی و سیمونا تاباسکو ایفای نقش کرده‌اند.
معصوم، در تاریخ ۱۲ مارس ۲۰۲۴ در جنوب از جنوب غربی اولین نمایش جهانی خود را داشت و در ۲۲ مارس، در ایالات متحده، توسط نئون به‌صورت گسترده به‌روی پرده‌های نقره‌ای رفت. این فیلم نقدهای ضد و نقیضی از منتقدین دریافت کرد.

## داستان
در دل تاریکی شب، خواهر مری بی‌سر و صدا وارد اتاق یکی از مقامات ارشد صومعه می‌شود و حلقه کلیدها را می‌دزدد تا از دروازه‌های قفل‌شده صومعه کاتولیک فرار کند. اما پیش از رسیدن به آزادی، چهار نفر با لباس‌های سیاه و سرپوش‌دار او را گیر می‌اندازند، پایش را می‌شکنند و بی‌هوشش می‌کنند. مری وقتی به‌هوش می‌آید، خود را در تابوتی مدفون‌شده زیر خاک می‌یابد.
مدتی بعد، دختری جوان به نام خواهر سسیلیا که از کودکی به مسیحیت گرویده، وارد داستان می‌شود. او پس از نجاتی معجزه‌آسا از غرق‌شدن در دریاچه‌ای یخ‌زده و بازگشت از مرگ بعد از هفت دقیقه، به این باور می‌رسد که خداوند او را برای هدفی ویژه حفظ کرده است. او دعوت‌نامه‌ای از کشیش سال تدسکی دریافت می‌کند تا به صومعه‌ای در ایتالیا بپیوندد؛ جایی که به مراقبت از راهبه‌های در حال مرگ اختصاص دارد. سسیلیا نذرهای دینی نهایی‌اش را ادا کرده، راهبه می‌شود و تسبیحی مقدس به نشانه ایمان به او داده می‌شود.
سسیلیا در صومعه با راهبه‌ای به نام گوئن دوست می‌شود، اما خیلی زود متوجه نشانه‌هایی عجیب می‌گردد. از جمله اینکه یکی از راهبه‌های پیر، جای صلیب‌هایی روی کف پاهایش دارد. در محراب کلیسا، میخ مقدسی نگهداری می‌شود که گفته می‌شود متعلق به یکی از میخ‌های مصلوب‌کردن مسیح است. پس از کابوس‌هایی مملو از چهره‌های نقاب‌دار، سسیلیا متوجه می‌شود که باردار است—در حالی که باکره مانده. این خبر صومعه را در شوک فرو می‌برد، اما برخی او را تجسم دوباره مریم مقدس می‌پندارند و جنین درونش را «برکت» می‌نامند.
اما اوضاع به سرعت تاریک‌تر می‌شود. راهبه‌ای به نام ایزابل که از موقعیت سسیلیا حسادت می‌کند، تلاش می‌کند او را غرق کند، و بعد خودکشی می‌کند. سسیلیا دچار تهوع شدید شده و یکی از دندان‌هایش را بالا می‌آورد. حالش به‌مرور بدتر می‌شود، اما وقتی از کشیش تدسکی درخواست انتقال به بیمارستان می‌کند، رد می‌شود. گوئن به‌خاطر این وضعیت اعتراض می‌کند، اما بلافاصله توسط تدسکی و دیکن انزو ناپدید می‌شود.
سسیلیا در اتاق خود، پشت تصویر مریم مقدس، آیه‌ای از کتاب مقدس (۲ قرنتیان 11:14) را پیدا می‌کند که اشاره به ماهیتی فریبکارانه و شیطانی دارد. او شبانه به گشت‌زنی در صومعه می‌پردازد و با دست‌یابی به پرونده شخصی‌اش، اطلاعاتی مربوط به حادثه کودکی‌اش و نقشه‌برداری ژنتیکی از او را پیدا می‌کند. در ادامه صدای فریاد زنی را دنبال می‌کند و با صحنه‌ای تکان‌دهنده روبه‌رو می‌شود: یکی از افراد نقاب‌دار زبان گوئن را قطع می‌کند. وقتی توسط راهبه‌ای پیر دیده می‌شود، از او خواهش می‌کند که اجازه دهد فرار کند، اما با خشم رد می‌شود.
سسیلیا وانمود می‌کند که دچار سقط جنین شده تا او را به بیمارستان منتقل کنند، اما نقشه‌اش برملا شده و به تخت بسته می‌شود. در همین زمان، تدسکی راز بزرگ را برملا می‌کند: او پیش از کشیش شدن، یک ژنتیک‌دان بوده و از نمونه DNA باقی‌مانده روی میخ مقدس استفاده کرده تا راهبه‌ها را به‌طور مصنوعی باردار کند؛ با این امید که بتواند یک مسیح جدید خلق کند. تمام تلاش‌های قبلی‌اش شکست‌خورده بوده و منجر به تولد جنین‌هایی ناقص شده. او سپس با داغ زدن صلیب روی پاهای سسیلیا، او را نیز مانند راهبه‌های دیگر علامت‌گذاری می‌کند.
در تلاش نهایی برای آزادی، سسیلیا مادر رئیس صومعه را با صلیبی فلزی می‌کشد. در حالی که درد زایمانش آغاز شده، کشیشی دیگر را با تسبیح خود خفه می‌کند و در نهایت آزمایشگاه تدسکی را با الکل آتش می‌زند. تدسکی، گرچه از میان شعله‌ها جان سالم به در می‌برد، اما همچنان در پی سسیلیا می‌دود.
او سسیلیا را در سردابه‌های تاریک زیر صومعه پیدا می‌کند، جایی که سسیلیا با جنازه بی‌زبان گوئن و تونلی برای فرار روبه‌رو می‌شود. تدسکی به او می‌رسد و تلاش می‌کند شکمش را با چاقو باز کند تا جنین را از بدنش بیرون بیاورد، اما سسیلیا با میخ مقدس که قبلاً از محراب دزدیده بود، گلویش را می‌شکافد. سسیلیا موفق به فرار از سردابه می‌شود و در نهایت با درد بسیار کودک را به دنیا می‌آورد و بند ناف را با دندان پاره می‌کند. اما آنچه مقابلش ظاهر می‌شود، نه یک نوزاد عادی بلکه موجودی مخوف و حیوان‌مانند است که صدایی غیرانسانی از خود درمی‌آورد. در حالی که وحشت وجودش را فرا گرفته، سسیلیا سنگی از زمین برمی‌دارد و با ضربه‌ای مرگ‌بار به زندگی این موجود پایان می‌دهد.